# Pecluma oranensis
Pecluma oranensis là một loài thực vật có mạch trong họ Polypodiaceae. Loài này được (de la Sota) de la Sota miêu tả khoa học đầu tiên năm 1995.